# Beauvoir-sur-Mer
Pour les articles homonymes, voir Beauvoir.
Beauvoir-sur-Mer est une commune du Centre-Ouest de la France, située sur la Côte de Lumière, dans le département de la Vendée en région Pays de la Loire.

## Géographie

### Localisation
Le territoire municipal de Beauvoir-sur-Mer s’étend sur 3 510 hectares. L’altitude moyenne de la commune est de 3 mètres, avec des niveaux fluctuant entre 0 et 26 mètres,.
La commune est située à une cinquantaine de kilomètres environ à l'ouest de La Roche-sur-Yon, à 20 km de Challans, et à 20 km de Noirmoutier par le pont ; praticable à marée basse, le passage du Gois permet de réduire d’une dizaine de kilomètres le trajet.
| Océan atlantique  | Bouin            |               |
| Océan atlantique  | Beauvoir-sur-Mer | Saint-Gervais |
| La Barre-de-Monts |                  | Saint-Urbain  |

### Climat
Pour des articles plus généraux, voir Climat des Pays de la Loire et Climat de la Vendée.
En 2010, le climat de la commune est de type climat océanique franc, selon une étude du CNRS s'appuyant sur une série de données couvrant la période 1971-2000. En 2020, Météo-France publie une typologie des climats de la France métropolitaine dans laquelle la commune est exposée à un climat océanique et est dans la région climatique  Bretagne orientale et méridionale, Pays nantais, Vendée, caractérisée par une faible pluviométrie en été et une bonne insolation. 
Pour la période 1971-2000, la température annuelle moyenne est de 12,4 °C, avec une amplitude thermique annuelle de 12,8 °C. Le cumul annuel moyen de précipitations est de 792 mm, avec 12,2 jours de précipitations en janvier et 6 jours en juillet. Pour la période 1991-2020, la température moyenne annuelle observée sur la station météorologique de Météo-France la plus proche, sur la commune du Perrier à 11 km à vol d'oiseau, est de 12,8 °C et le cumul annuel moyen de précipitations est de 762,1 mm,. Pour l'avenir, les paramètres climatiques de la commune estimés pour 2050 selon différents scénarios d'émission de gaz à effet de serre sont consultables sur un site dédié publié par Météo-France en novembre 2022.

## Urbanisme

### Typologie
Au 1er janvier 2024, Beauvoir-sur-Mer est catégorisée bourg rural, selon la nouvelle grille communale de densité à sept niveaux définie par l'Insee en 2022.
Elle appartient à l'unité urbaine de Beauvoir-sur-Mer, une unité urbaine monocommunale constituant une ville isolée,. La commune est en outre hors attraction des villes,.
La commune, bordée par l'océan Atlantique, est également une commune littorale au sens de la loi du 3 janvier 1986, dite loi littoral. Des dispositions spécifiques d’urbanisme s’y appliquent dès lors afin de préserver les espaces naturels, les sites, les paysages et l’équilibre écologique du littoral, tel le principe d'inconstructibilité, en dehors des espaces urbanisés, sur la bande littorale des 100 mètres, ou plus si le plan local d’urbanisme le prévoit.

### Occupation des sols
L'occupation des sols de la commune, telle qu'elle ressort de la base de données européenne d’occupation biophysique des sols Corine Land Cover (CLC), est marquée par l'importance des territoires agricoles (63,5 % en 2018), en diminution par rapport à 1990 (67 %). La répartition détaillée en 2018 est la suivante : 
prairies (44,9 %), zones humides intérieures (25,6 %), terres arables (13,3 %), zones urbanisées (9,6 %), zones agricoles hétérogènes (5,2 %), zones humides côtières (1,2 %). L'évolution de l’occupation des sols de la commune et de ses infrastructures peut être observée sur les différentes représentations cartographiques du territoire : la carte de Cassini (XVIIIe siècle), la carte d'état-major (1820-1866) et les cartes ou photos aériennes de l'IGN pour la période actuelle (1950 à aujourd'hui).

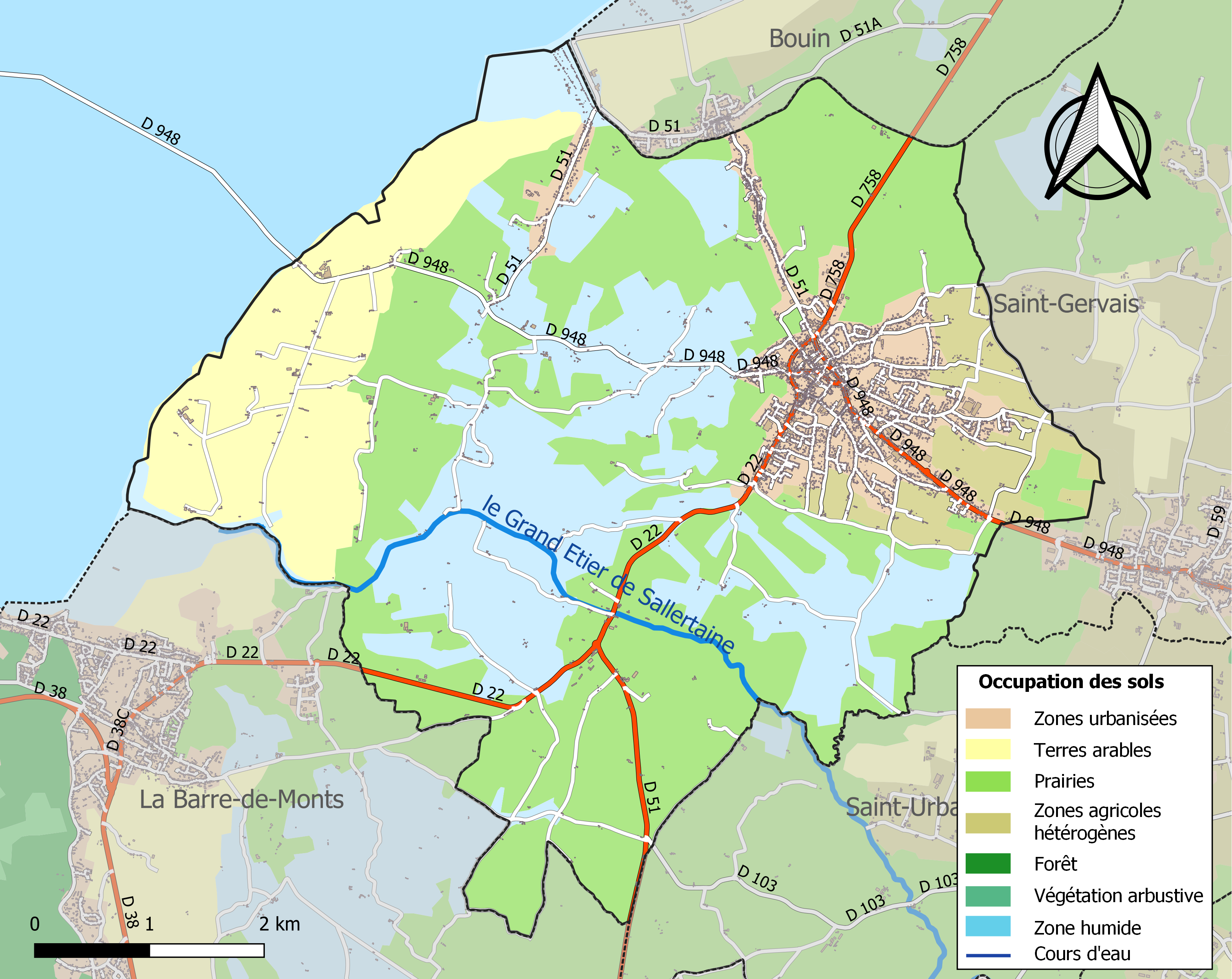
Carte des infrastructures et de l'occupation des sols de la commune en 2018 (CLC).

### Habitat et logement
En 2018, le nombre total de logements dans la commune était de 2 424, alors qu'il était de 2 308 en 2013 et de 2 046 en 2008.
Parmi ces logements, 79,1 % étaient des résidences principales, 15,1 % des résidences secondaires et 5,8 % des logements vacants. Ces logements étaient pour 96,5 % d'entre eux des maisons individuelles et pour 3,2 % des appartements.
Le tableau ci-dessous présente la typologie des logements à Beauvoir-sur-Mer en 2018 en comparaison avec celle de la Vendée et de la France entière. Une caractéristique marquante du parc de logements est ainsi une proportion de résidences secondaires et logements occasionnels (15,1 %) inférieure à celle du département (24,2 %) mais supérieure à celle de la France entière (9,7 %). Concernant le statut d'occupation de ces logements, 74,9 % des habitants de la commune sont propriétaires de leur logement (74,7 % en 2013), contre 72,1 % pour la Vendée et 57,5 pour la France entière.
| Typologie                                               | Beauvoir-sur-Mer | Vendée | France entière |
| ------------------------------------------------------- | ---------------- | ------ | -------------- |
| Résidences principales (en %)                           | 79,1             | 70,7   | 82,1           |
| Résidences secondaires et logements occasionnels (en %) | 15,1             | 24,2   | 9,7            |
| Logements vacants (en %)                                | 5,8              | 5,1    | 8,2            |

## Toponymie
En poitevin, le nom de la commune s'écrit Beavoer selon l'écriture  UPCP.

## Histoire

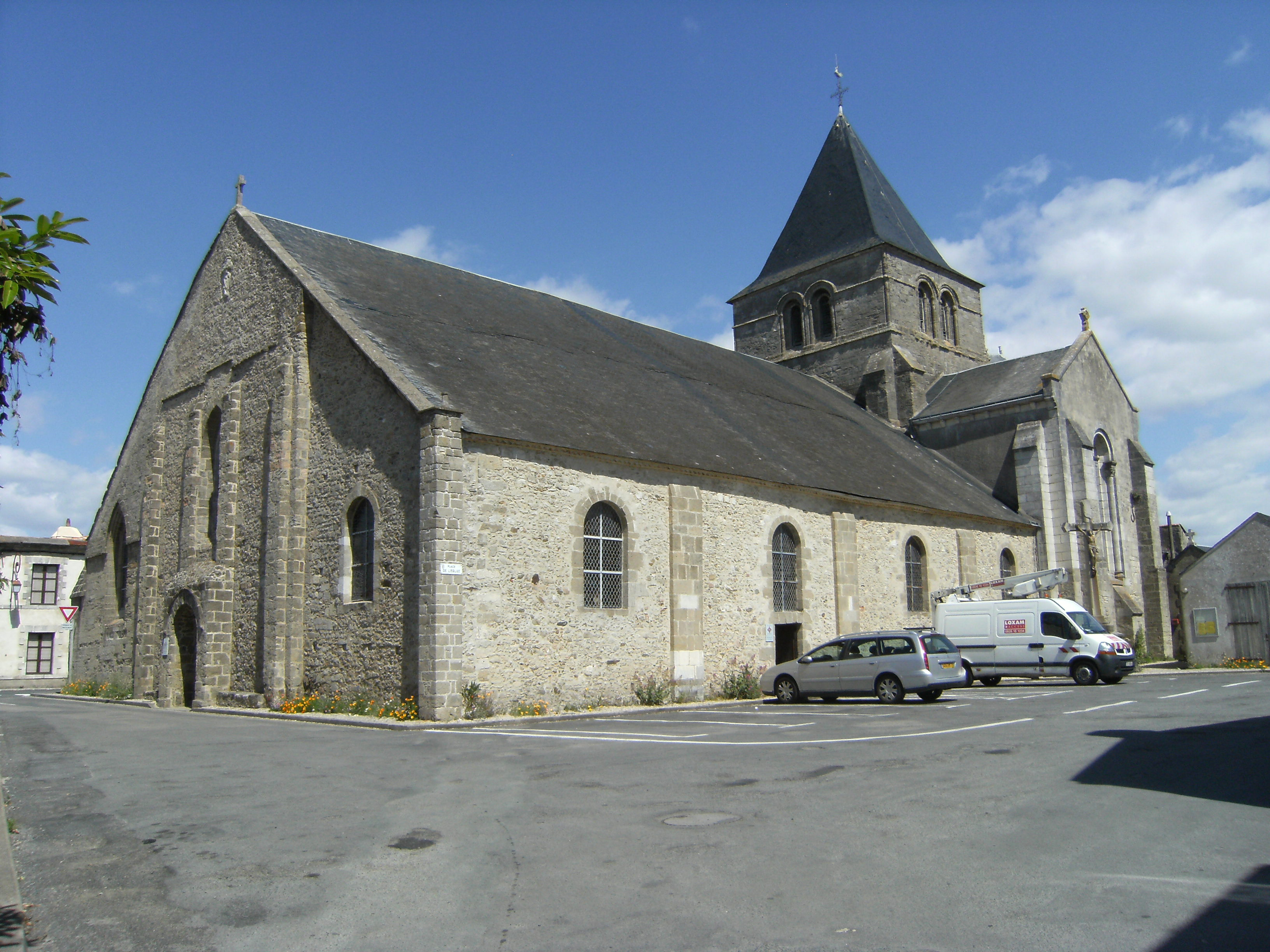
Beauvoir, l'église Saint-Philibert vue de la rue des Halles.

Beauvoir-sur-Mer porte le nom d'Ampennum à l’époque gallo-romaine, des fouilles archéologiques ont mis au jour à plusieurs reprises des éléments de l'occupation de cette époque gallo-romaine.
En 677 l'évêque de Poitiers donne la villa d'Ampan (Ampennum) au monastère que fonde saint Philibert à Herio le dotant d'un port continental et de nouvelles salines.
Au VIIIe siècle elle subit les Raids vikings qui détruisent son église. C'est la première étape de la translation des reliques de saint Philibert vers Deas puis Tournus pour mettre à l'abri la communauté monastique et les saintes reliques.
Saint Goustan y serait mort en 1040.
Au XVe siècle, la seigneurie de Beauvoir-sur-Mer est rattachée à la vicomté de Thouars qui appartient à la famille d'Amboise.
Beauvoir-sur-Mer est l'un des bastions du calvinisme en Vendée.
Louis XIV fait détruire le château de Beauvoir-sur-Mer en 1689.
Napoléon fait construire un des premiers grands axes routiers de Vendée de La Roche-Napoléon à Beauvoir-sur-Mer.
En 2011, le Tour de France part de Beauvoir-sur-Mer.

## Politique et administration

### Rattachements administratifs et électoraux

#### Rattachements administratifs
La commune se trouve  dans l'arrondissement des Sables-d'Olonne du département de la Vendée.
Elle était depuis 1793 le chef-lieu du canton de Beauvoir-sur-Mer. Dans le cadre du redécoupage cantonal de 2014 en France, cette circonscription administrative territoriale a disparu, et le canton n'est plus qu'une circonscription électorale.

#### Rattachements électoraux
Pour les élections départementales, la commune fait partie depuis 2014 du canton de Saint-Jean-de-Monts
Pour l'élection des députés, elle fait partie de la troisième circonscription de la Vendée.

### Intercommunalité
Beauvoir-sur-Mer était membre de la communauté de communes du Pays-du-Gois, un établissement public de coopération intercommunale (EPCI) à fiscalité propre créé en 2001 et auquel la commune avait transféré un certain nombre de ses compétences, dans les conditions déterminées par le code général des collectivités territoriales.
Dans le cadre des dispositions de la loi portant nouvelle organisation territoriale de la République du 7 août 2015, qui prévoit que les établissements publics de coopération intercommunale (EPCI) à fiscalité propre doivent avoir un minimum de 15 000 habitants, cette intercommunalité a fusionné avec sa voisine pour former, le 1er janvier 2017, la communauté de communes dénommée Challans-Gois-Communauté dont est désormais membre la commune.

### Liste des maires
| Période                                  | Période         | Identité              | Étiquette | Qualité |
| ---------------------------------------- | --------------- | --------------------- | --------- | --- |
| Les données manquantes sont à compléter. |                 |                       |           | |
| vers 1929                                |                 | M. Guérin             |           | |
| mai 1935                                 | février 1941    | Jean Etoubleau        |           | Instituteur en retraite Démissionnaire |
| février 1941                             | février 1945    | Alexandre Dugast      |           | Médecin |
| Les données manquantes sont à compléter. |                 |                       |           | |
| octobre 1947                             | mars 1965       | Alexandre Dugast      |           | Médecin Chevalier de la Légion d'honneur et du Mérite agricole                                                                            |
| mars 1965                                | mars 1977       | André Billon          | RPR       | Notaire |
| mars 1977                                | mars 1983       | Joseph Brossard       |           | Commerçant |
| mars 1983                                | avril 1989      | André Billon          | RPR       | Notaire Décédé en fonction |
| juin 1989                                | juin 1995       | Jean-Claude Mouilleau |           | Ancien premier adjoint |
| juin 1995                                | 23 mars 2001    | Joseph Cesbron        |           | Géomètre-expert Président de l’association des Amis du Gois (1987-2016), Président de l’Étoile sportive du Marais de Challans (1981-1983) |
| 23 mars 2001                             | 29 juillet 2015 | Christian Thibaud     | DVD       | Retraité de l'ostréiculture Décédé en fonction                                                                                            |
| 11 août 2015                             | En cours        | Jean-Yves Billon      | DVD       | Retraité de l'ostréiculture Réélu pour le mandat 2020-2026                                                                                |

### Distinctions et labels
Beauvoir-sur-Mer a obtenu sa deuxième fleur au Concours des villes et villages fleuris lors du palmarès 2008.

## Population et société

### Démographie

#### Évolution démographique
L'évolution du nombre d'habitants est connue à travers les recensements de la population effectués dans la commune depuis 1793. Pour les communes de moins de 10 000 habitants, une enquête de recensement portant sur toute la population est réalisée tous les cinq ans, les populations de référence des années intermédiaires étant quant à elles estimées par interpolation ou extrapolation. Pour la commune, le premier recensement exhaustif entrant dans le cadre du nouveau dispositif a été réalisé en 2008.

En 2022, la commune comptait 3 955 habitants, en évolution de +0,76 % par rapport à 2016 (Vendée : +5,33 %, France hors Mayotte : +2,11 %).
| 1793  | 1800  | 1806  | 1821  | 1831  | 1836  | 1841  | 1846  | 1851  |
| ----- | ----- | ----- | ----- | ----- | ----- | ----- | ----- | ----- |
| 1 188 | 1 963 | 1 889 | 2 160 | 2 356 | 2 357 | 2 366 | 2 596 | 2 692 |

| 1856  | 1861  | 1866  | 1872  | 1876  | 1881  | 1886  | 1891  | 1896  |
| ----- | ----- | ----- | ----- | ----- | ----- | ----- | ----- | ----- |
| 2 746 | 2 616 | 2 668 | 2 401 | 2 436 | 2 384 | 2 407 | 2 507 | 2 534 |

| 1901  | 1906  | 1911  | 1921  | 1926  | 1931  | 1936  | 1946  | 1954  |
| ----- | ----- | ----- | ----- | ----- | ----- | ----- | ----- | ----- |
| 2 589 | 2 692 | 2 649 | 2 367 | 2 389 | 2 241 | 2 290 | 2 276 | 2 218 |

| 1962  | 1968  | 1975  | 1982  | 1990  | 1999  | 2006  | 2008  | 2013  |
| ----- | ----- | ----- | ----- | ----- | ----- | ----- | ----- | ----- |
| 2 478 | 2 798 | 3 041 | 3 165 | 3 277 | 3 399 | 3 652 | 3 725 | 3 942 |

| 2018  | 2022  | - | - | - | - | - | - | - |
| ----- | ----- | - | - | - | - | - | - | - |
| 3 883 | 3 955 | - | - | - | - | - | - | - |

#### Pyramide des âges
La population de la commune est relativement âgée.
En 2018, le taux de personnes d'un âge inférieur à 30 ans s'élève à 21,1 %, soit en dessous de la moyenne départementale (31,6 %). À l'inverse, le taux de personnes d'âge supérieur à 60 ans est de 46,9 % la même année, alors qu'il est de 31,0 % au niveau départemental.
En 2018, la commune comptait 1 840 hommes pour 2 043 femmes, soit un taux de 52,61 % de femmes, légèrement supérieur au taux départemental (51,16 %).
Les pyramides des âges de la commune et du département s'établissent comme suit.
| Hommes | Classe d’âge | Femmes |
| ------ | ------------ | ------ |
| 0,7    | 90 ou +      | 3,2    |
| 13,9   | 75-89 ans    | 16,0   |
| 30,8   | 60-74 ans    | 29,2   |
| 20,6   | 45-59 ans    | 21,0   |
| 11,5   | 30-44 ans    | 10,7   |
| 11,6   | 15-29 ans    | 8,8    |
| 11,0   | 0-14 ans     | 11,0   |

| Hommes | Classe d’âge | Femmes |
| ------ | ------------ | ------ |
| 0,8    | 90 ou +      | 2,2    |
| 8,7    | 75-89 ans    | 11,1   |
| 20,3   | 60-74 ans    | 21,3   |
| 20     | 45-59 ans    | 19,4   |
| 17,5   | 30-44 ans    | 16,8   |
| 15     | 15-29 ans    | 13,2   |
| 17,7   | 0-14 ans     | 16,1   |

## Culture locale et patrimoine

### Lieux et monuments

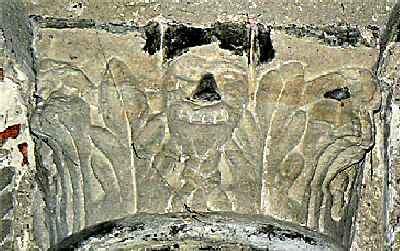

La commune abrite un monument historique :
- l'église Saint-Philibert, édifiée à l’emplacement de l’église du prieuré rasée par les Normands. On y retrouve une partie construite au XIe siècle (style roman), des parties du XIIe siècle (style gothique naissant) et du XIVe siècle (style gothique pur). Elle a été entièrement rénovée entre 1970 et 1974[39] ;
- une statue en bronze de saint Philibert de 1936 par Arthur Guéniot commémorant le 11e centenaire de la translation des reliques du saint.

L'église Saint-Philibert
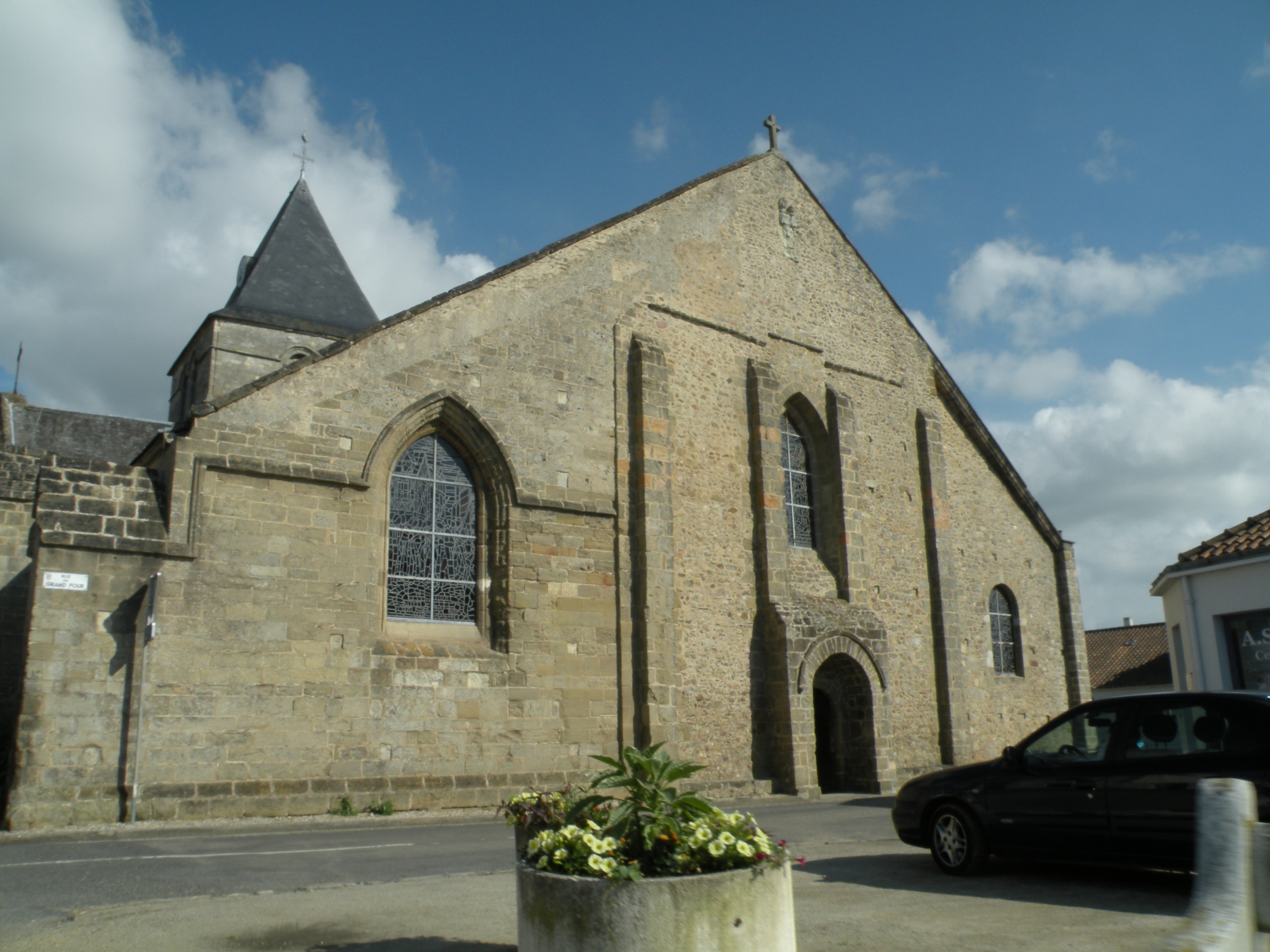
Façade.
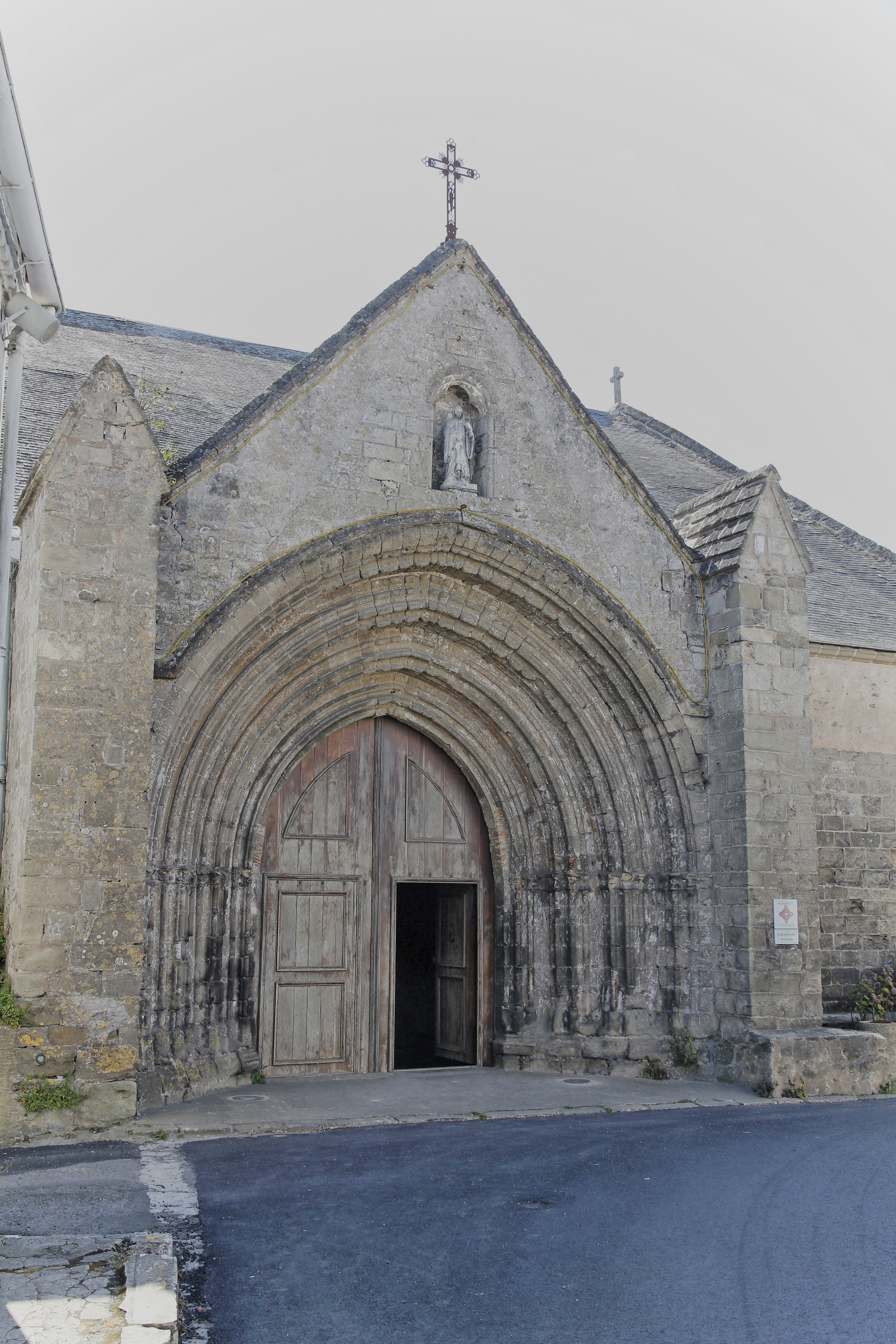
Porche.
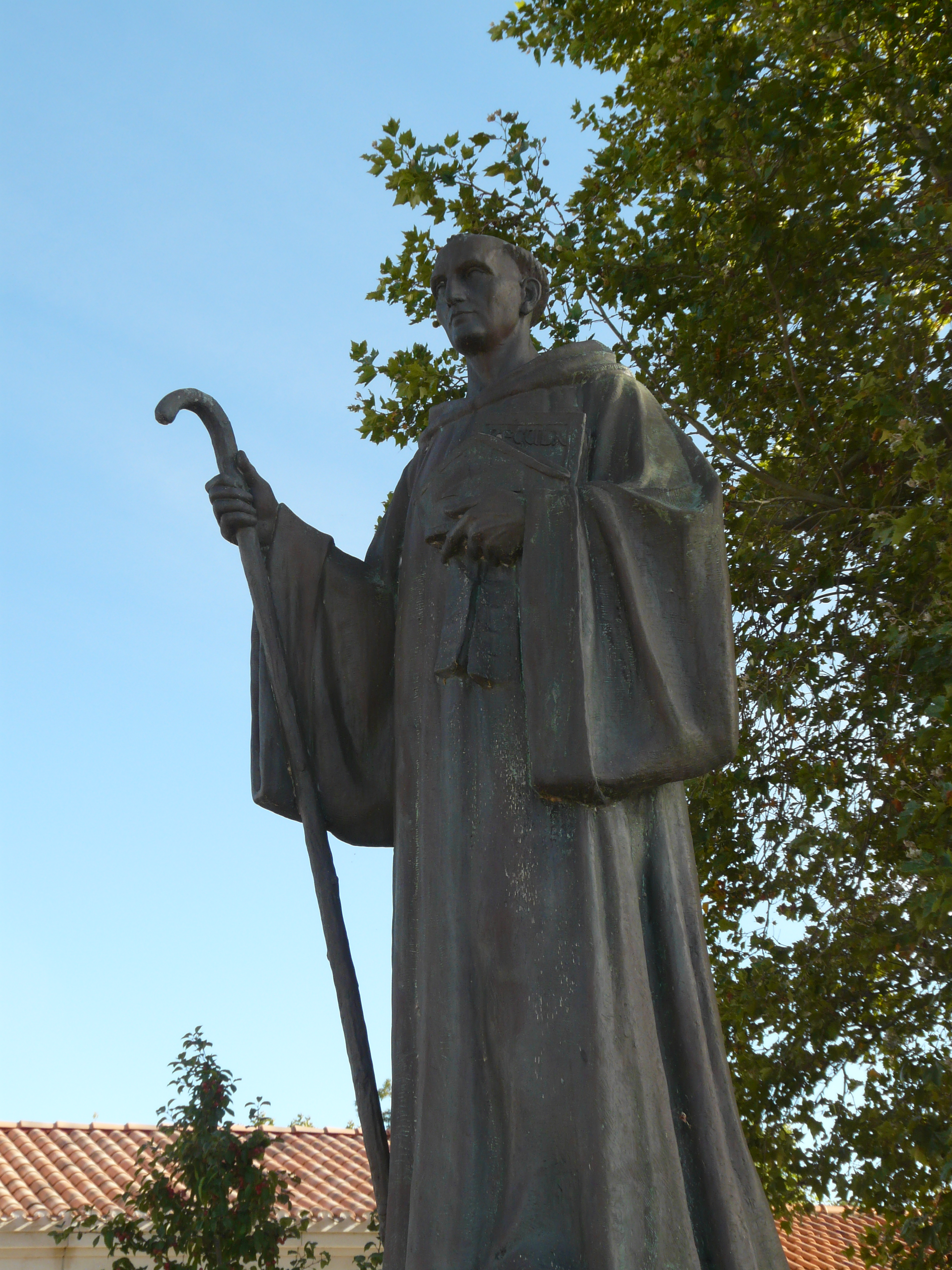
La statue.
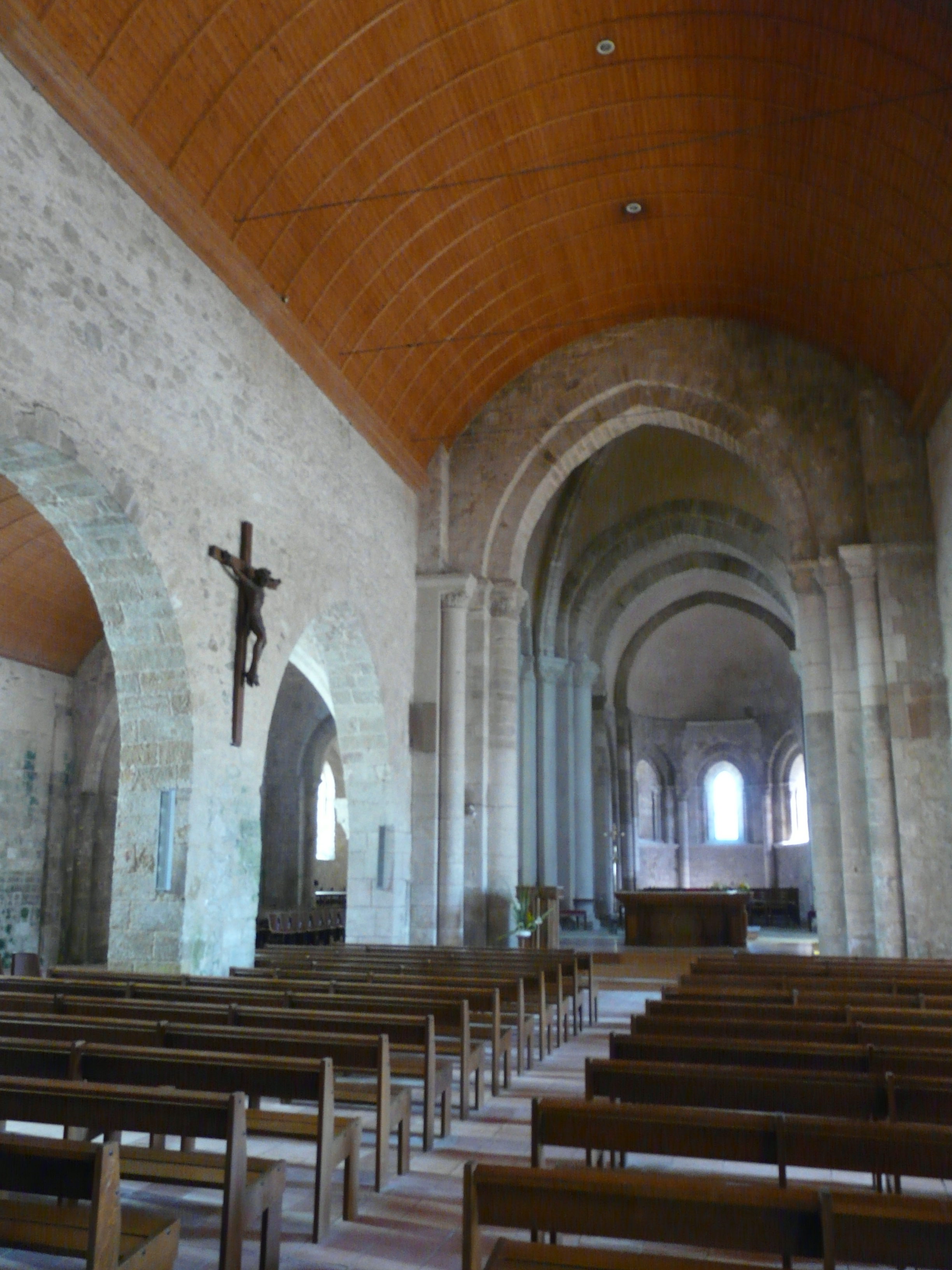
La nef.
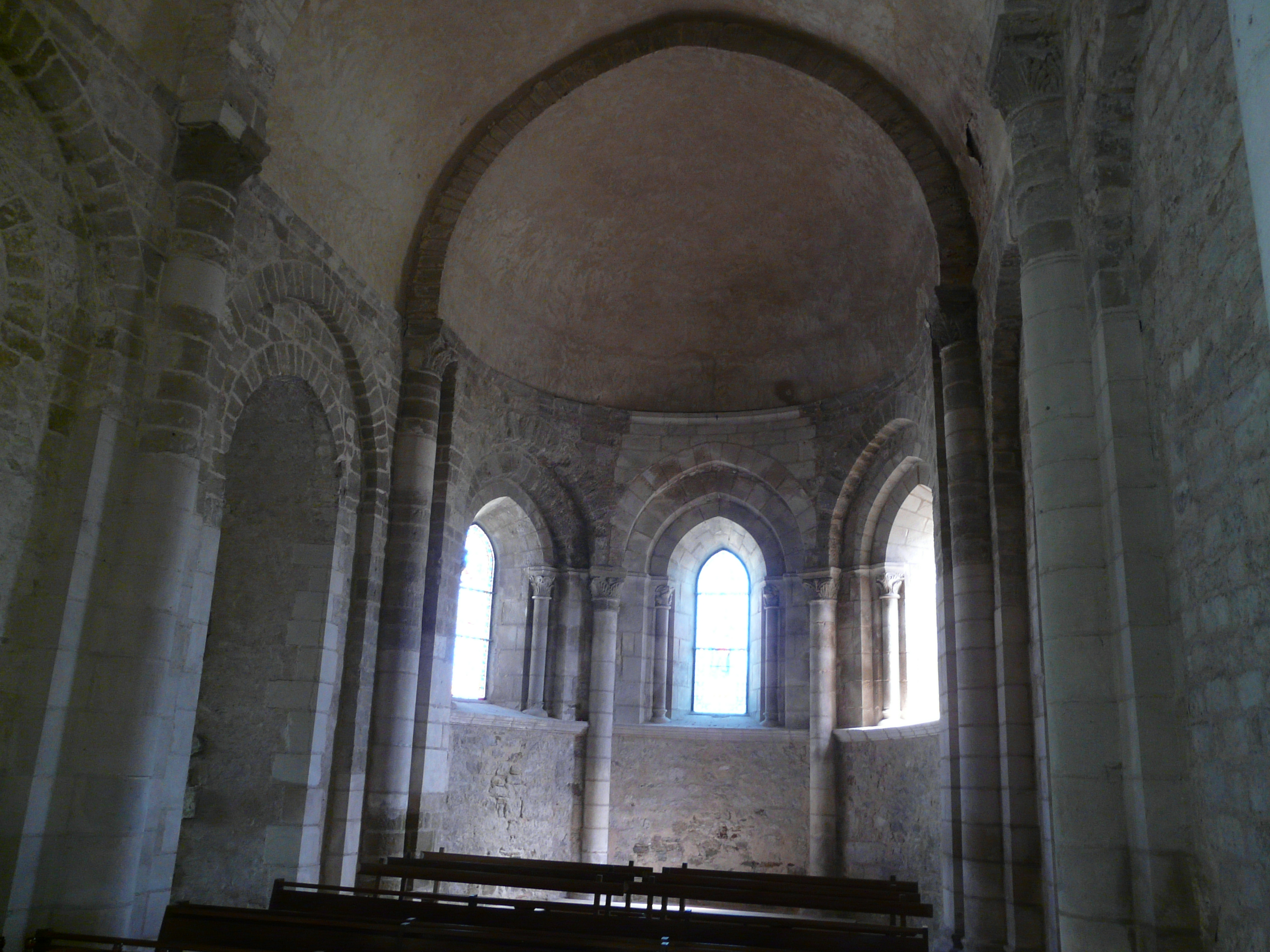
Le chœur.

Autres sites notables :
- Passage du Gois : route submersible reliant le continent et l'île de Noirmoutier sur une longueur d’environ 4,5 km.

La flamme postale de la ville des années 1990 était intitulée Porte océane et montrait de gauche à droite le passage du Gois avec un voilier, un couple de maraîchins sous un parapluie et l'église Saint-Philibert.

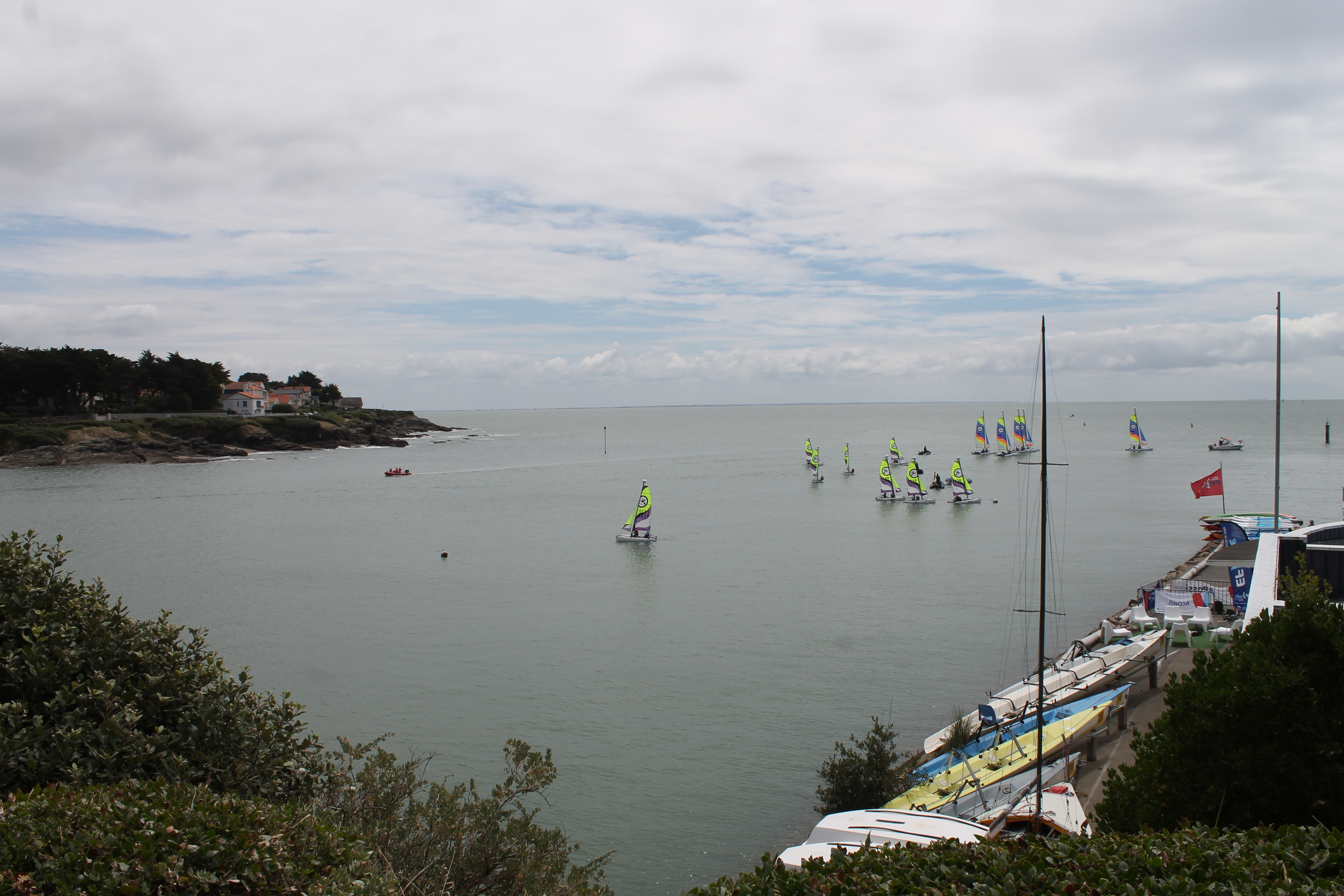
Embouchure de la baie sur l'Océan.
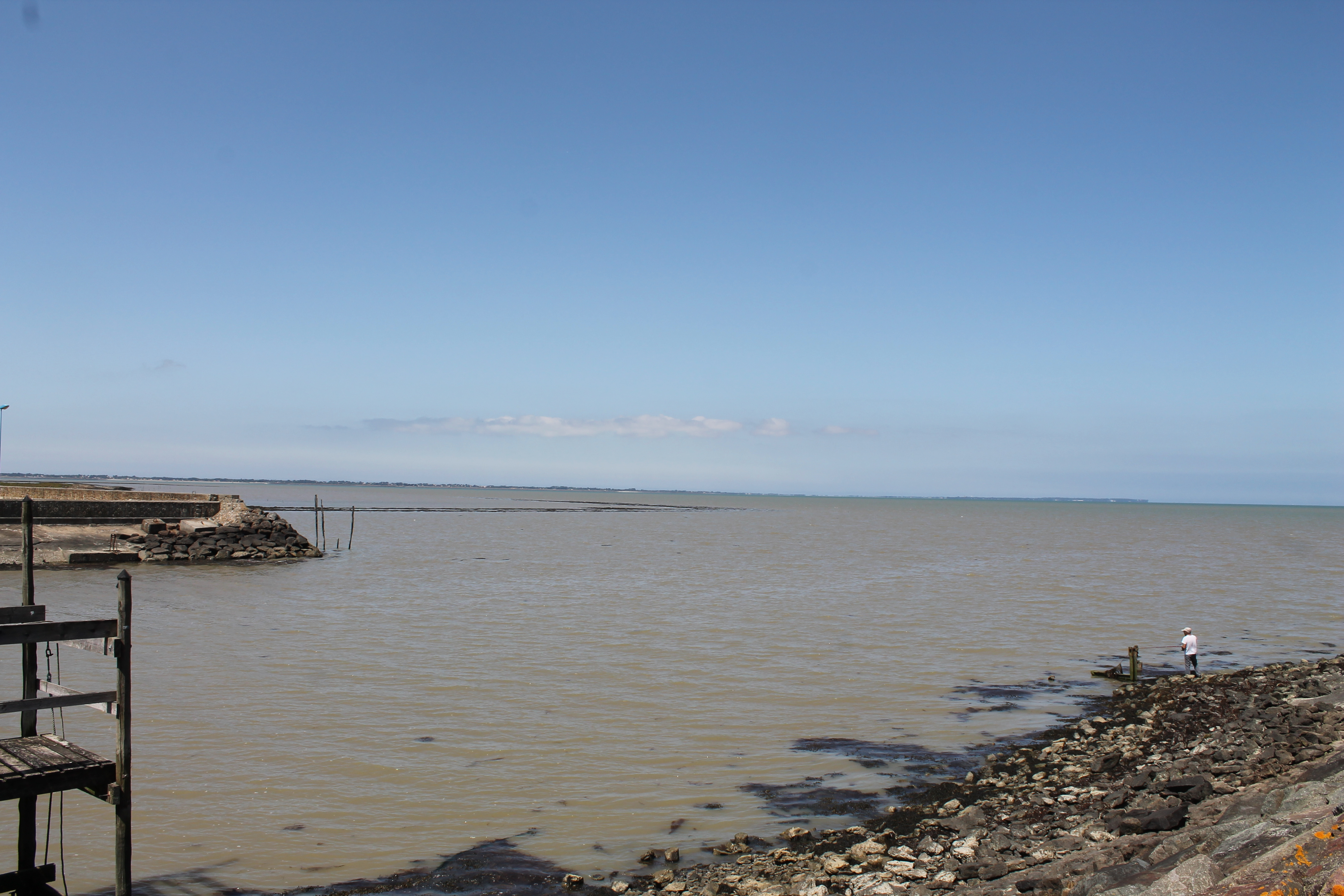
Port du Bec : vue sur la baie.
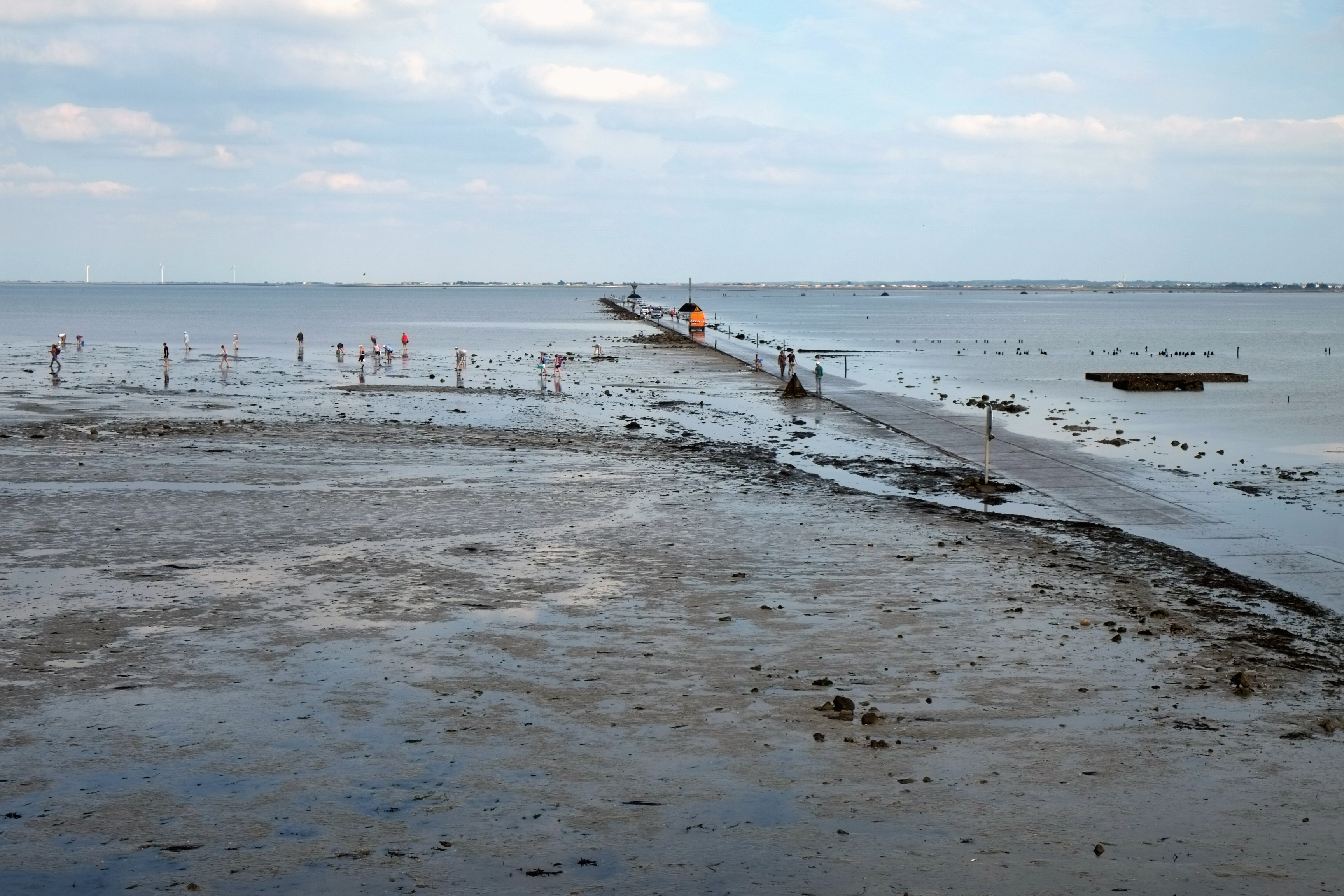
Le passage du Gois.
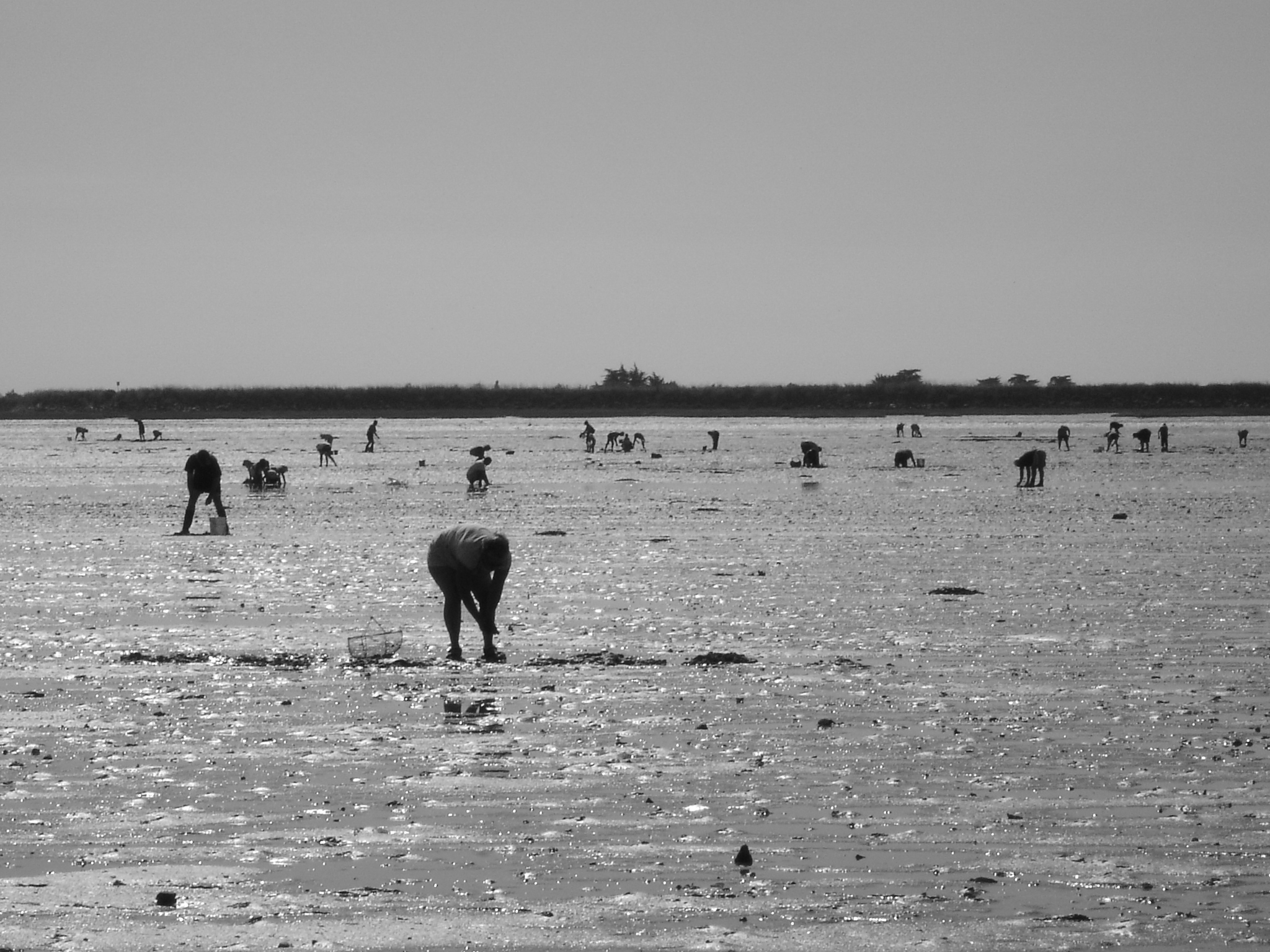
Pêche à pied.
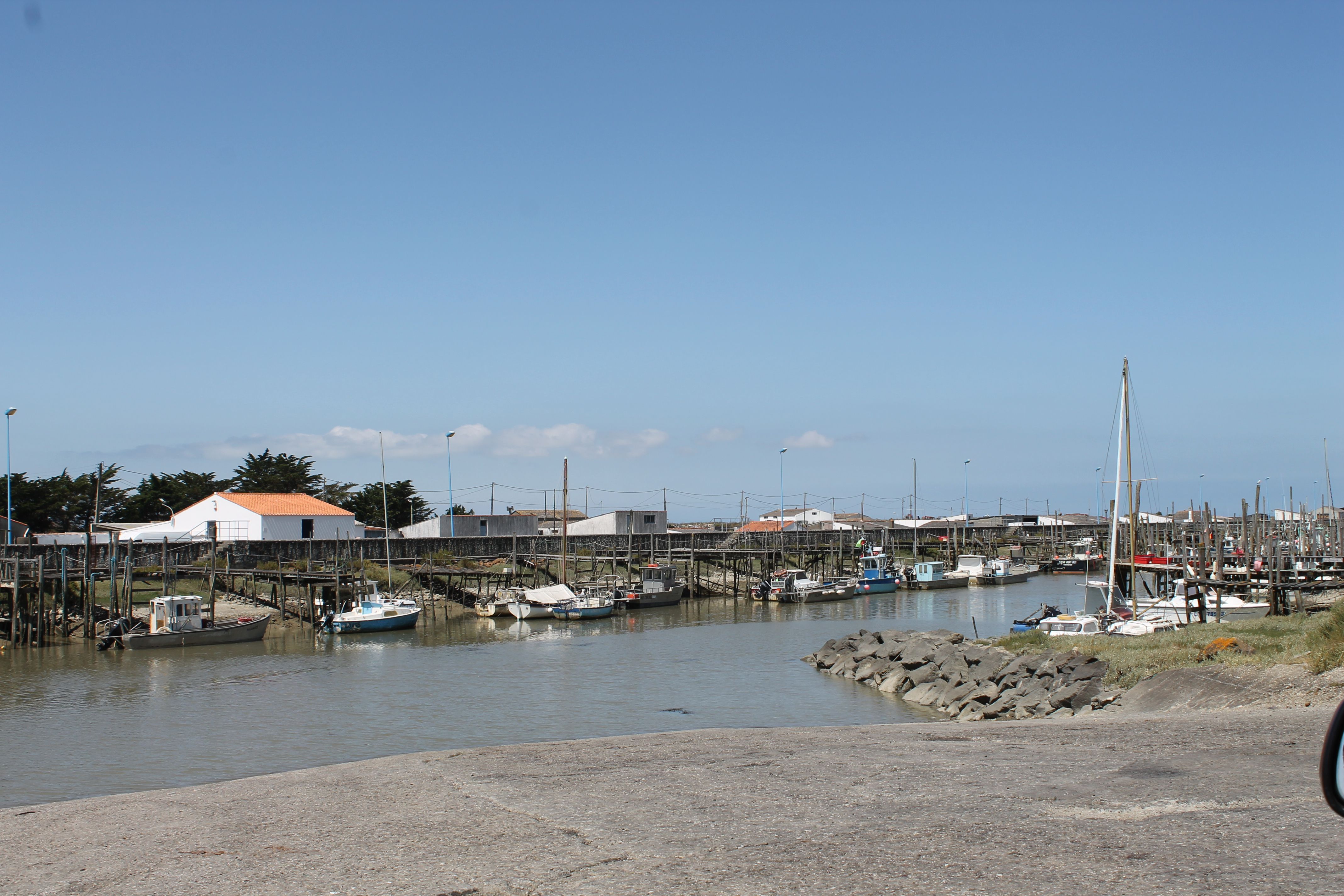
Port du Bec.
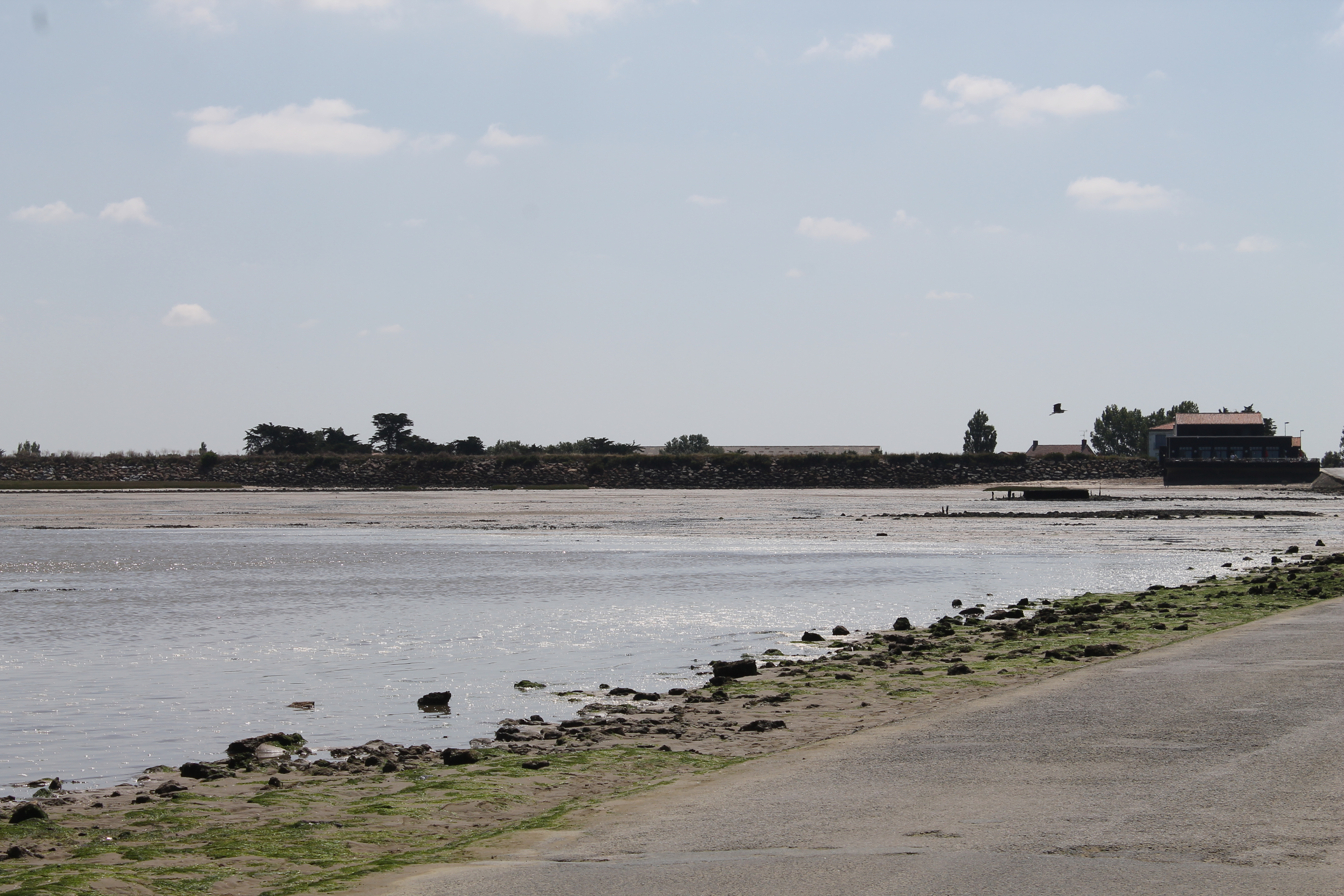
Entrée passage du Gois.

### Personnalités liées à la commune

Blason de François Viète.

Au XVIe siècle, Françoise de Rohan, dame de la Garnache, dont les malheurs servent de décors à la Princesse de Clèves, fuit les guerres de Religion et les persécutions de la Ligue à Beauvoir-sur-Mer. Elle y accueille Antoine de Portugal, André de Rivaudeau et son ami le mathématicien François Viète, qui y composera une grande partie de son Isagoge.
Le mathématicien écrit la dédicace de son Algèbre nouvelle à Beauvoir, dans le marais de l'île de Mons. Il y possède son domaine propre, l’Ardouinière, situé dans la rue des Halles au Château, maison de ville qu’il revendit en 1594 à l'un de ses cousins (homonyme).
- Philibert de Tournus
- Famille Angibaud de la Morinière, installée à Beauvoir-sur-Mer au début du XVIIe siècle, elle compte parmi ses membres les premiers chefs royalistes de cette paroisse lors du soulèvement des guerres de Vendée.

### Héraldique
| Blason | Blasonnement : D'azur à la nef d'argent voguant sur des ondes du même mouvant de la pointe, à la voile carrée d'or chargée d'une croix partie de gueules et de sable, au pennon aussi d'argent. |